# Amadou Aboubakar Zaki
Pour les articles homonymes, voir Aboubakar.
Amadou Aboubakar Zaki, né le 10 février 1988, à Niamey, au Niger, est un joueur nigérien de basket-ball. Il évolue au poste de pivot.

## Palmarès
- Champion de France 2008